# Grasselly Gyula
Grasselly Gyula (Szeged, 1920. július 4. – Szeged, 1991. november 13.) geokémikus, mineralógus, a földtudomány doktora, a Magyar Tudományos Akadémia rendes tagja. Fő kutatási területe az üledékes érctelepek geokémiai, ásványtani vizsgálata volt.

## Életútja
Középiskolai tanulmányait követően, 1938–1939-ben a váci piarista rendházban volt novícius. 1939-től az Eötvös Loránd Kollégium tagjaként a szegedi Ferenc József Tudományegyetemen tanult, közben 1943-ban egy féléven keresztül a berlini Frigyes Vilmos Egyetem vendéghallgatója volt. Vegytan–természetrajz szakos tanári diplomáját 1944-ben szerezte meg a szegedi egyetemen. Ezt követően az egyetem ásvány- és kőzettani intézetében dolgozott Koch Sándor tanársegédeként. 1944 végén bevonult katonai szolgálatra, 1945 januárjában szovjet hadifogságba esett, majd 1945–1946-ban az újjászervezett Magyar Honvédségben szolgált.
1946-ban visszatért Szegedre, s tanársegédként folytatta az oktatómunkát az ásvány- és kőzettani intézetben, illetve tanszéken. 1947-ben megszerezte bölcsészdoktori oklevelét, 1952-ben pedig megvédte a föld- és ásványtani tudomány kandidátusa fokozatot. 1952-ben egyetemi adjunktussá lépett elő, 1956-tól 1960-ig pedig docensi címmel tanított. Időközben 1959-ben az akadémiai doktori címet is megszerezte. 1960-ban elbocsátották a tanszékről, és a művelődésügyi minisztérium állományába tartozó tudományos kutatóként tevékenykedett 1962-ig, amikor is visszakapta szegedi katedráját és docensi címét. 1964-től 1990-es nyugdíjazásáig egyetemi tanárként oktatott a szegedi egyetemen. Ebben az időszakban 1968-tól 1986-ig tanszékvezetőként irányította az ásványtani, geokémiai és kőzettani tanszék munkáját, 1983–1986-ban a földtani, 1987-ben pedig a földrajzi és földtani tanszékcsoport vezetését is elvállalta. 1956-tól 1967-ig volt az Eötvös Loránd Kollégium igazgatója, 1965–1969-ben a természettudományi kar dékánja.

## Munkássága
Tudományos kutatásai homlokterében az üledékes érctelepek komplex geokémiai, ásvány- és kőzettani vizsgálata állt. Jelentős eredményeket ért el a hazai mangánérctelepek (pl. Úrkút) ásványtani, genetikai, teleptani, mikroszkópos és elektrográfiai ércszövettani vizsgálatában. Behatóan foglalkozott a szénhidrogénkészletek tárolókőzeteinek, a kemogén üledékek szerves geokémiai sajátosságaival, valamint tanulmányozta a szulfidos érctelepek mállási folyamatait.
A tudományos közélet és a felsőoktatás szervezésében is szerepet vállalt. Akadémiai székfoglalóit a szűkebb tudományterületén elért eredmények és eljövendő feladatok áttekintésének szentelte: Kutatási irányok és eredmények a mangán-geokémiában (1977), A geokémiai kutatások helyzete és lehetőségei (1983).
Könyvei, egyetemi jegyzetei mellett mintegy hatvan tanulmánya jelent meg, a Szegeden kiadott Acta Mineralogica-Petrographica főszerkesztője volt.

### Társasági tagságai és elismerései
1976-ban a Magyar Tudományos Akadémia levelező, 1982-ben rendes tagjává választották. 1974 után az Akadémia szerves geokémiai munkabizottságának vezetője volt, 1976-tól 1980-ig a geokémiai, 1980-tól 1983-ig a földtani, azt követően az ásványtani-geokémiai bizottság munkáját elnökölte, 1990–1991-ben pedig a X. Föld- és Bányászati Tudományok Osztályának elnöki tisztét töltötte be. 1968 és 1972 között a Nemzeti Földtani Bizottság tagja, pályája különböző szakaszaiban a Földtudományi Koordináló Bizottság, illetve a művelődésügyi minisztérium földtudományi szakbizottságának elnöke is volt. 1973-tól vezette a Szegedi Akadémiai Bizottság (SZAB) földtudományi szakbizottságát, 1983 és 1990 között ő állt a SZAB élén, 1990–1991-ben pedig az alelnöki teendőket látta el. 1981-ben a Magyarhoni Földtani Társulat tiszteleti tagjává választották.
A nemzetközi tudományos életnek is aktív részese volt: 1967-től 1978-ig a Nemzetközi Érctelep-genetikai Egyesület (IAGOD), 1983-tól 1986-ig a Nemzetközi Litoszférabizottság (ICL) munkájában vett részt, 1972 és 1980 között a Földtudományok Nemzetközi Uniója (IUGS) alelnöki tisztét látta el, 1982 és 1986 között pedig az IUGS kutatási-fejlesztési tanácsadó testületének igazgatója volt. A Szovjet Ásványtani Társaság tiszteleti tagjai sorába választotta.

## Főbb művei
- Ásvány- és ércelemzési módszerek. Budapest: Akadémiai. 1953.
- Ásványtan I–II. Budapest: Tankönyvkiadó. 1967.   (Közreműködő)
- Kutatási irányok és eredmények a mangán geokémiájában. Budapest: (kiadó nélkül). 1977.
- Ásványtani, kőzettani és geokémiai helyzetkép 1973–1976. Budapest: (kiadó nélkül). 1978.
- Geology and geochemistry of manganese I–III. Budapest: (kiadó nélkül). 1980.
- A geokémia alapjai. Budapest: Tankönyvkiadó. 1982.
- A geokémiai kutatások helyzete és lehetőségei : akadémiai székfoglaló 1983. március 14. Budapest: Akadémiai Kiadó. 1984.

## További irodalom
- Szederkényi Tibor:  Grasselly Gyula.  Magyar Tudomány,   (1992)
- Szederkényi Tibor:  Grasselly Gyula emlékezete.  Földtani Közlöny,   (1993)